# Hokkaidō Shinkansen
Hokkaidō Shinkansen (en japonés: 北海道新幹線) es una línea de trenes de alta velocidad de Japón, que conecta la prefectura de Aomori en Honshu con la isla de Hokkaidō a través del túnel submarino de Seikan. La construcción comenzó en mayo de 2005, y el tramo inicial entre Shin-Aomori y Shin-Hakodate-Hokuto fue inaugurado el 26 de marzo de 2016. Se espera que la línea llegue a la estación de Sapporo en marzo de 2031. La línea es operada por Hokkaido Railway Company (JR Hokkaidō).

## Construcción
En preparación para la apertura de la línea Hokkaidō Shinkansen, el túnel Seikan (Línea Kaikyō) y sus alrededores (aproximadamente 82 km en total) se modificaron y transformaron en vías de ancho mixto, con tramos de ancho estándar y otros de vía estrecha.
Poco antes de la apertura del Hokkaidō Shinkansen, la sección de vía estrecha de la línea Esashi, de ruta paralela entre Goryōkaku y Kikonai, dejó de estar a cargo de JR Hokkaidō y fue transferida a una nueva compañía privada de ferrocarriles, South Hokkaido Railway Company. La nueva administración cambió su nombre a Línea Isaribi.

## Operaciones

### Tipos de servicios
Dos tipos de servicios ferroviarios operan en el Hokkaidō Shinkansen: Hayabusa (limitado) entre Tokio o Sendai y Shin-Hakodate-Hokuto, y Hayate (semirápido) entre Morioka o Shin-Aomori y Shin-Hakodate-Hokuto.
Se ofrecen diez servicios diarios Hayabusa de ida y vuelta entre Tokio y Shin-Hakodate-Hokuto y un servicio diario de ida y vuelta entre Shin-Aomori y Shin-Hakodate-Hokuto. En lo que respecta a los trenes Hayate, existe un servicio diario entre Morioka y Shin-Hakodate-Hokuto y otro entre Shin-Aomori y Shin-Hakodate-Hokuto.

### Velocidad
La velocidad máxima de la sección de vías de ancho mixto (de 82 km de longitud, incluyendo el tramo que atraviesa el túnel Seikan) es de 140 km/h. Existen aproximadamente cincuenta trenes de carga que utilizan las vías de ancho mixto cada día, por lo que reducir los tiempos de servicio de estos trenes para privilegiar al Shinkansen no es una opción viable. Este inconveniente, sumado a otros factores relacionados con el clima, causan que el tiempo de viaje entre Tokio y Shin-Hakodate-Hokuto sea de cuatro horas y dos minutos de duración. La nueva sección tarda 61 minutos entre Shin-Aomori y Shin-Hakodate-Hokuto en los servicios de mayor velocidad.
Se espera que para el año 2018 el Hokkaidō Shinkansen corra a una velocidad de 260 km/h (la velocidad máxima permitida en el túnel), lo que se logrará acomodando los horarios de los trenes de carga para que no utilicen las vías de ancho mixto al mismo tiempo que el Shinkansen. Para alcanzar la velocidad deseada de 260 km/h se están considerando otras alternativas; una de ellas es disminuir la velocidad del Shinkansen a 200 km/h de manera automática cuando pase cerca de los trenes de carga, o crear un nuevo sistema "de tren a tren" para contrarrestar la onda de choque que generan los trenes Shinkansen cuando circulan a velocidad máxima. Esto disminuiría el tiempo de viaje de Tokio a Shin-Hakodate-Hokuto a tres horas y cuarenta y cinco minutos.

## Estaciones
| Nombre                                                     | En japonés     | Distancia (km) | Conexiones                                                                                           | Ubicación | Ubicación            |
| ---------------------------------------------------------- | -------------- | -------------- | --- | --------- | -------------------- |
| Abiertas el 26 de marzo de 2016                            |                |                | |           |                      |
| Shin-Aomori                                                | 新青森         | 0.0            | Línea principal Ōu, Tohoku Shinkansen (vías compartidas)                                             | Aomori    | Prefectura de Aomori |
| Okutsugaru-Imabetsu                                        | 奥津軽いまべつ | 38.5           | Línea Tsugaru (Tsugaru-Futamata) Línea Tsugaru-Kaikyō                                                | Imabetsu  | Prefectura de Aomori |
| Túnel Seikan                                               |                |                | |           |                      |
| Kikonai                                                    | 木古内         | 113.3          | Línea Esashi, Línea Kaikyō                                                                           | Kikonai   | Hokkaidō             |
| Shin-Hakodate-Hokuto                                       | 新函館北斗     | 148.9          | Línea principal Hakodate                                                                             | Hokuto    | Hokkaidō             |
| En construcción. Apertura programada en el año fiscal 2030 |                |                | |           |                      |
| Shin-Yakumo                                                | 新八雲         | 203.0          | | Yakumo    | Hokkaidō             |
| Oshamambe                                                  | 長万部         | 236.1          | Línea principal Hakodate, Línea principal Muroran                                                    | Oshamambe | Hokkaidō             |
| Kutchan                                                    | 倶知安         | 290.2          | Línea principal Hakodate                                                                             | Kutchan   | Hokkaidō             |
| Shin-Otaru                                                 | 新小樽         | 328.2          | | Otaru     | Hokkaidō             |
| Sapporo                                                    | 札幌           | 360.2          | Línea Chitose, Línea principal Hakodate, Línea Sasshō (Línea Gakuen-Toshi) Línea Namboku, Línea Tōhō | Kita-ku   | Hokkaidō             |

1. 1 2  Nombre tentativo